# Snow Blind
Snow Blind, pubblicato per la prima volta in CD nel 1997, è un album musicale firmato "Tom Newman & Friends" contenente una serie di collaborazioni tra il produttore inglese ed importanti musicisti della scena rock internazionale. 
Philip Newell era stato a suo tempo co-produttore, assieme a Tom Newman, di Tubular Bells; nel 1982 la sua defezione dalla scuderia della Virgin Records, dove aveva prestato servizio per dieci anni come direttore artistico, portò ad un riavvicinamento dei due. I produttori imbastirono un progetto di hard rock coinvolgendo molti musicisti provenienti da realtà musicali divergenti; il risultato doveva essere la pubblicazione di un LP per una grossa major discografica, con molta probabilità la A&M Records. Nel dicembre del 1982 avvennero tre sessioni di registrazione in due giorni presso il Weemeenit Studio di Londra; a queste parteciparono come strumentisti il batterista Steve Broughton, già nella formazione che accompagnò Mike Oldfield per Tubular Bells, Arthur Grant, bassista, entrambi della Edgar Broughton Band, Joe Shaw (chitarra ritmica) della Doll By Doll, Dick Taylor (chitarra leader) dei Rolling Stones e Pretty Things.
Le altre sessioni di registrazione si svolsero nel febbraio del 1983 presso il Silo Studio, nella periferia ovest di Londra; queste si concentrarono attorno ad alcune canzoni scritte da Paul Kennerley con la collaborazione musicale di Paul Jones dei Manfred Mann, Vincent Crane degli Atomic Rooster, David Gilmour dei Pink Floyd, Mike Oldfield, Tom Nordon e molti altri.
All'epoca vi era anche l'etichetta Atlantic Records interessata alla stampa di questo album realizzato come spesso avveniva da un supergruppo d'artisti; i nastri del master vennero distrutti per errore e rimase solamente un mixdown in stereofonia con una qualità audio troppo scadente per essere accettata dagli editori musicali dell'epoca. A distanza di 20 anni circa, grazie alle nuove tecnologie digitali, l'unico master esistente relativo alle due sessioni di registrazione, è stato restaurato in maniera ottimale da una piccola etichetta spagnola che ha commercializzato Snow Blind. Il disco è stato ufficializzato da Tom Newman durante un'intervista, tuttavia la cosa avvenne qualche anno dopo la pubblicazione del CD in questione. Per l'occasione della stampa è stata inserita una canzone (Sleep) registrata da Tom Newman nel 1975 assieme a Paul Kennerley; questa era uscita come singolo 45 giri nel 1975 presso Virgin Records per la promozione dell'album Live at the Argonaut.

## Tracce
1. Fire and Brimstone (Link Wray) – 6:22
2. Mysterious Woman (Paul Kennerley) – 5:00
3. Nowhere to Go (Tom Nordon e Pete Gibson) – 3:05
4. For Old Times (Paul Kennerley) – 5:27
5. When the Levee Breaks (Page/Plant/Jones/Bonham/Memphis Minnie) – 6:06
6. Honey I Need (Smithling/Taylor/Button) – 3:08
7. I Beg of You (Leiber/Stoller) – 3:26
8. Sleep (Paul Kennerley) – 3:12
9. Don't Treat Your Woman Bad (Paul Kennerley) – 4:55
10. She Said Yeah (Roddy Jackson e Sonny Bono) – 1:11

## Formazione
- Tom Newman - voce principale, chitarra ritmica, chitarra acustica, mandolino, chitarra tremolante, percussioni, coro
- Steve Broughton – batteria, sintetizzatore (Minimoog)
- Paul Kennerley – sequencer, chitarra ritmica
- Arthur Grant – basso elettrico, percussioni
- Joe Shaw - chitarra elettrica glissata, mandolino, chitarra ritmica, chitarra tremolante, coro
- Guy Humphries - chitarra ritmica, "fuzzy guitar"
- Tom Nordon - chitarra ritmica, "fuzzy guitar", chitarra elettrica
- Nick Cook - chitarra ritmica, percussioni
- Snowy White - chitarra leader, chitarra elettrica glissata
- Guy Humphries - chitarra elettrica glissata
- David Gilmour - chitarra leader
- Dick Taylor - chitarra elettrica
- Mike Oldfield - chitarra Plucked Stratocaster, Fairlight CMI
- Vincent Crane - organo elettrico
- Paul Jones - armonica a bocca
- Henry Spinetti - batteria in Sleep
- Dave Richards - basso in Sleep
- Brinsley Schwarz - sassofono in Sleep
- Bob Andrews - pianoforte e Clavicord in Sleep
- Philip Newell - charango, mandolino, coro
- Louise Freedman - coro
- Suzie Shute - coro
- Maggie Ryder - coro
- Helen Turner - coro, pianoforte
- Joanne Richards - coro
- Gillie O'Donovan - coro
- Terena Craze - coro

### Crediti
Tutte le canzoni sono prodotte da Philip R.Newell, ad eccezione di Honey I Need e She Said Yeah, prodotte da Paul Kennerley.
Tecnico del suono: Nick Cook.
Registrazioni di Nick Cook, Philip Newell e Tom Newman.
Album registrato al Silo Studio, Londra (7-10/2/1983), al Weemeenit Studio, Barnet e Soundbox Mobile (15/12/1982).
Il brano "Sleep", registrato al Barge Studio di Londra nel 1975.
Rimasterizzato da Branko Neskov allo Studio Videocine di Lisbona.
Progetto parzialmente finanziato da Richard Branson.

## Uscita Discografica in LP
- Mid-Atlantic (1983) solo in programma, LP mai realizzato

## Stampa in CD
- WEST-Red Fish Records (1997) codice RFCD-006 (fabbricato in Spagna)

## Grafica
L'immagine di copertina ritrae un sito industriale abbandonato, la foto è di Javier Casal. All'interno del "booklet" vi sono numerose fotografie dei musicisti che hanno partecipato alle registrazioni e abbondanti note discografiche firmate da Sergio Castro.